# Gran Turismo (jogo eletrônico de 1997)
Gran Turismo (グランツーリスモ, Guran Tsūrisumo) é um jogo eletrônico simulador de corrida desenvolvido pela Polys Entertainment e publicado pela Sony Computer Entertainment. É o primeiro título da série Gran Turismo e foi lançado exclusivamente para PlayStation em dezembro de 1997 no Japão e em maio do ano seguinte na Europa e América do Norte.

## Jogabilidade
Há dois modos onde o jogador pode jogar, Quick Arcade e Simulation (GT mode); no modo Arcade o jogador escolhe um carro e uma pista, vencendo libera-se carros e pistas. No Simulation o jogador deve tirar licença para poder participar em corridas e ganhar dinheiro. O dinheiro ganho nos campeonatos do jogo poderá ser usado para comprar outros carros e modificar os existentes na garagem, os campeonatos também liberam carros, um vídeo e pistas extras.
Ao todo, Gran Turismo possui 178 carros e 11 pistas. Dois carros Honda del Sol de 1995 foram incluídos na versão japonesa, mas foram removidos da americana e da europeia. Eles podem ser achados na versão americana com um código. Além dos del Sols escondidos, há também um Chevrolet Corvette de 1967 e um Mazda Roadster de 1998, exclusivos no modo Arcade. O Corvette e o Roadster também podem ser acessados via Gameshark.